# Султанија Акиле (супруга Османа II)
Акиле Хатун била венчана супруга османског падишаха султана Османа II. Била је слободна муслиманка као и кћерка Шеих-у-Ислам ефендије. Осману је подарила двоје деце: Принца Мустафу и Зејнеп султанију.